# أحمد الرهوي
أحمد غالب ناصر الرَهَوِي اليافِعي، سياسي يمني، ينتمي لحزب المؤتمر الشعبي العام، من مواليد مديرية خنفر، محافظة أبين، جنوب اليمن. عُين من قبل حركة أنصار الله الحوثيين محافظاً لمحافظة أبين ثم عضواً في المجلس السياسي الأعلى، ثم رئيساً لما أسمي ب«حكومة التغيير والبناء» التابعة للمجلس السياسي الأعلى في صنعاء.

## نشأته وحياته السياسية
ينحدر أحمد غالب ناصر مجمل الرهوي اليافعي من قبيلة الرهوي في مديرية خنفر كبرى مديريات محافظة أبين، يافع السفلى، جنوب اليمن. وتنتشر قبيلة الرهوي في باتيس وحطاط ومجبلة والكيده. ويعد من أبرز الشخصيات الاجتماعية بالمحافظة، وهو نجل الشخصية السياسية والواجهة الاجتماعية والقبلية غالب ناصر الرهوي الذي اغتيل في سبيعينات القرن الماضي، وهو ابن عم الشيخ بالليل شيخ الرهوي. تعرض لكثير من محاولات الاغتيال وأصيبت أسرته، وقامت عناصر من تنظيم القاعدة بتفجير منزله الوحيد في باتيس بمحافظة أبين فاضطر للانتقال إلى العاصمة صنعاء عام 2015م. تقلد خلال الفترة 2000 إلى 2015 مناصب رفيعة منها مدير عام مديرية خنفر إحدى أكبر مديريات محافظة أبين، ثم وكيلأ لمحافظة المحويت، ثم وكيلاً لمحافظة أبين إلى جانب عمله مديراً عام لمديرية خنفر.
بعد تفجير منزله في أبين من قبل عناصر تنظيم القاعدة ونزوحه إلى صنعاء في العام 2015، عُيِّن أوائل العام 2018 من قبل حكومة صنعاء التابعة للمجلس السياسي الأعلى محافظاً لمحافظة أبين. ثم عُيِّن في مارس 2019 عضواً في المجلس السياسي الأعلى.
كُلِّف يوم السبت 10 أغسطس 2024 من قبل رئيس المجلس السياسي الأعلى بتشكيل «حكومة التغيير والبناء» في صنعاء والتي تشكلت في 12 أغسطس 2024، بدلاً عن «حكومة الإنقاذ الوطني» التي كان يرأسها الدكتور عبد العزيز بن حبتور والذي حل محله في عضوية المجلس السياسي الأعلى.
تنظيميًا ينتمي الرهوي لحزب المؤتمر الشعبي العام ويشغل منصب عضو اللجنة العامة (المكتب السياسي) في الحزب.